# هربرت رايس
هربرت رايس (بالإنجليزية: Herbert Rice)‏ هو مدير فني أمريكي، ولد في 10 مارس 1876 في ويلمنغتون في الولايات المتحدة، وتوفي في 30 ديسمبر 1932.